# Другети

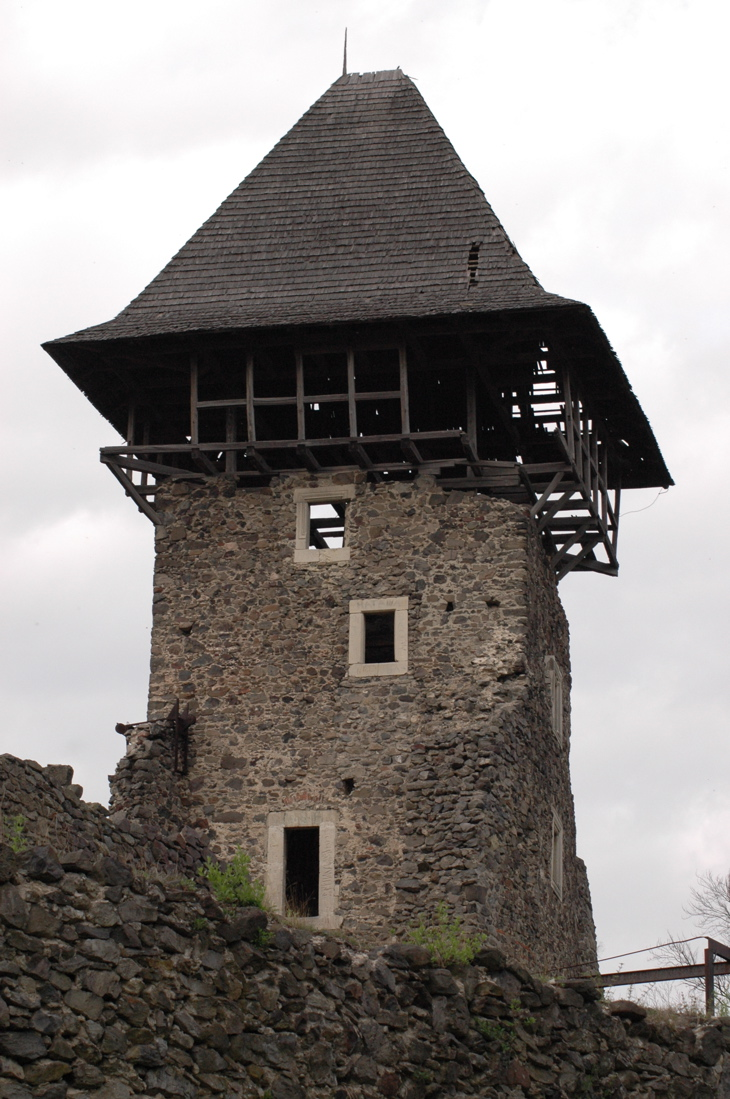
Невицький замок на Закарпатті був власністю Другетів у XIV—XVII ст.ст.

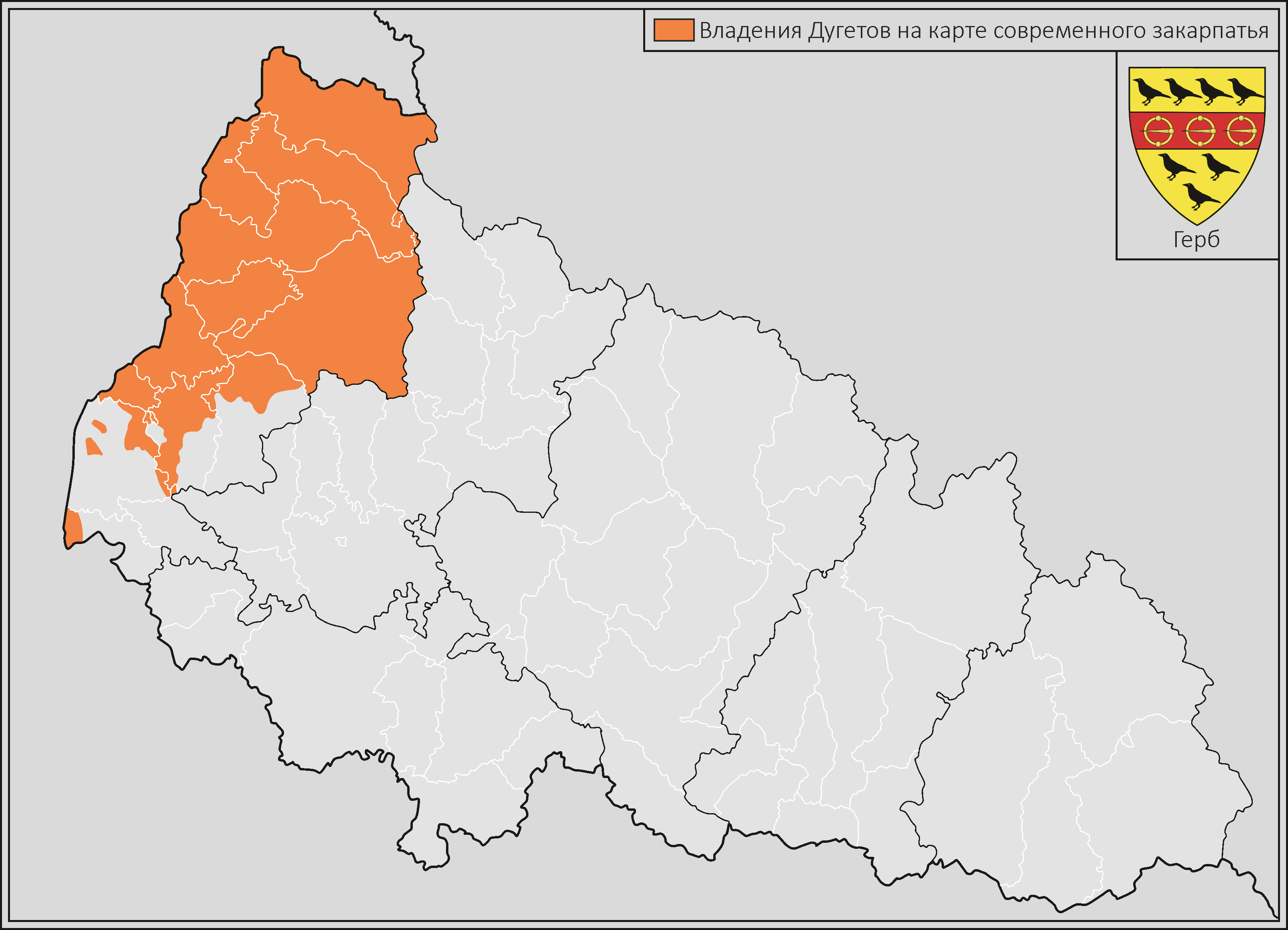
Володіння Дугетів в сучасному Закарпатті

Другети (Drugeth) — угорський магнатський рід франко-італійського походження. Назва походить від Ніколя, сина Друго, якого звали Другет (малий Друго). Були гілкою французького роду де Мерло з пфальцграфства Бургундія.
Першим до Угорщини прибув у 1301 р. Філіпп Другет (бл.1288—1327; син Ніколя (угор. — Міклош) Другета) у свиті майбутнього короля Шаробера, вихідця з Анжуйської династії, які правили в Неаполі. Філіпп Другет очолював військо Карла-Роберта у походах в Сербію (1319), нинішню Хорватію (1323), Волощину (1324), воював проти бунтівних баронів Амадея Аба, Мате Чака і Петра, сина Петуні. Шаробер призначив його ішпаном (наджупан, граф) комітатів (жуп) Спиш (1315—1327), Абауй (1317—1327), Гемера, Торна (1320—1327) і надав йому у власність кілька замків з маєтками на території нинішньої Словаччини. Одночасно бл. 1323—1327 Філіпп Другет займав вищу державну посаду палатина (надор), відав королівською скарбницею. Помер 9 червня 1327 р., не залишивши спадкоємців чоловічого роду.
Після 1312 до Угорщини прибув молодший брат Філіппа Жан (Янош) Другет (1292—1334). У 1316 він згаданий як жупан комітатів Спиш та Абауй (можливо, був помічником у брата Філіппа). Після смерті брата призначений каштеляном Обуди (1328), ішпаном комітатів Унг (1328—1333), Земплин (1328—1333), Бач (1330—1333), Фейєр, Шомогі, Тольна. У 1328 став надором (1327—1334). Володів багатьма замками на території нинішньої Словаччини і північно-східної Угорщини. У 1327 отримав від Карла-Роберта володіння в Ужанській жупі, в тому числі, замок неподалік сіл Кам'яниці й Невицького біля міста Унгвара. Здійснив кілька військових походів, у тому числі, в 1330 р. на чолі 8—10 тисячного війська проти Тевтонського ордену на підтримку польського короля Владислава Локетка. На посаді палатина розпочав підготовку до майбутнього Першого з'їзду трьох королів у Вишеграді. Янош Другет мав синів Віллерма (Вільмоша) (+1342), Міклоша (+1355) і Яноша. У 1333 повернувся до Італії.
Віллерм (Вільмош) Другет, син Яноша — найвідоміший з усіх. Перед 1327 прибув з Неаполя до Угорщини. Брав участь у поході 1330 р. під керівництвом батька проти Тевтонського ордену. Після смерті Яноша став ішпаном комітатів Спиш, Уйвар (обох вже у 1330), Земплин, Унг, Шариш, Торна, Гемер, Гевеш і Боршод, успадкував Невицький і ще 8 замків, перетворившись на найвпливовішого серед угорських баронів. Навесні 1334 р. обійняв посаду надора (1334—1342). Організував у грудні 1335 р.Перший з'їзд монархів у Вишеграді, в якому взяли участь королі Чехії, Польщі, Угорщини, а також маркграф Моравії, герцог Нижньої Баварії Генріх XV Віттельсбах (який доводився зятем Янові Люксембургу) і син короля Лайош. У травні 1340 очолив похід в Галичину на підтримку Казимирові, але скоро повернувся. Був одружений з Марією Фоллією, нащадків не мав. Помер у вересні 1342 р.
На той час помер Карл-Роберт (16 липня 1342) і новий король Лайош, остергігаючись Другетів, обмежує їхній вплив у королівстві. Брат Віллерма Міклош згадується у 1344 вже тільки як ужанський ішпан. Він займав пост державного судді в Горянах і став родоначальником горянської лінії Другетів. Помер 19 червня 1355). Мав сина Яноша (п. 1373) і внуків Яноша і Міклоша; останній також був ужанським ішпаном.
Другий брат Віллерма Янош служив ішпаном Земплина і мав синів Яноша, Міклоша, Ласло, Філіппа і Ференца. Нащадки Міклоша осіли в Гуменному, започаткувавши гуменнянську гілку Другетів де Гомонай. Інший син Ласло заснував 1384 у Горянах (за іншими даними, в Ужгороді неподалік замку) монастир ордену св. Павла Відлюдника / Пустельника, єдиного каолицького ордену угорського походження.
Після смерті Лайоша Великого вплив Другетів далі зменшується. Причиною була збройна підтримка ними претендента на угорський трон Владиславаа І Дураццо Неаполітанського, проте переможцем виявився Жигмонд Люксембург.
Представники роду Другетів де Гомонай служили ужанськими й земплинськими ішпанами, починаючи з Іштвана Другета (п. 1540), праправнука Міклоша (Віллермового брата). Здається, саме з цим періодом пов'язана традиція Невицького замку — можливого адміністративного центру ужанського комітату — як родового гнізда Другетів, і підйом Унгвара і Ужгородського замку.
- Анна Другет
- Жигмонд Другет (? — 1684)

## Пам'ять
В місті Ужгород є вулиця Другетів
Міні-скульптура «Другет». 14 грудня 2019. Вона присвячена роду Другетів, що має франко-італійське походження, але мав безпосередній стосунок і до Закарпаття. З ним пов'язують заснування Ужгорода (Унгвара) як міста. Другетам також належали Невицький та Ужгородський замки. Місце для встановлення статуетки обрано не випадково (сквер біля хімфаку) — «Другет» дивиться на замок, а позаду нього знаходиться колишня гімназія, що носила його ім'я. Виготовляли двоє скульпторів Степан Руснак та Роман Мурник.